# Piratenspiel
Das Piratenspiel, "Piratenfangen"oder kurz Pirat ist eine Art Fangen, das zumeist im Turnunterricht an Schulen und somit in großen Hallen gespielt wird. Ähnliche Spiele mit nahezu den gleichen Regeln sind unter den Namen Haifischinsel, Affeninsel, Parkwächter u. a. bekannt.

## Regel
Die Regeln sind denen des Fangens sehr ähnlich und variieren je nach Ausbildungsort der Lehrperson oder des Spielleiters. Es gibt zumeist mehrere Jäger, hier nun Piraten, die mit einer Schleife gekennzeichnet sind. Meistens wird die Schleife nach dem Fangen durch eine einfache Berührung der anderen Mitspieler an diese weitergegeben, so dass diese nun zu Piraten werden. Es gibt aber auch Varianten, wo das Spiel beendet wird, nachdem die Piraten alle anderen Spieler gefangen haben.
Der wesentliche Unterschied zum Fangen ist, dass nicht einfach auf einer freien Fläche (Wiese, Schulhof etc.) gespielt wird, sondern eine Art Parcours aufgebaut wird, auf dem man sich bewegen kann. Dabei soll man nicht den  Hallenboden berühren. In Turnhallen werden zumeist alle möglichen Turngeräte, wie Matten, Seile, Balken, oder Sprungbretter, dazu verwendet eine interessante "Landschaft" zu bauen, auf der man sich verschiedenartig fortbewegen kann, sei es durch Springen, Laufen, Klettern, Schwingen oder Kriechen. Die Kombination aus schwierig zu bewältigenden Hindernissen und dem Verfolgt-werden stellt einige Herausforderungen an die Geschicklichkeit der Teilnehmer. Kleinere Unfälle sollten einkalkuliert werden.